# 2020 BE102
2020 BE102 es un objeto transneptuniano en el disco disperso, de unos 350 kilómetros de diámetro. Fue descubierto el 24 de enero de 2020 por los astrónomos estadounidenses Scott Sheppard, David Tholen y Chad Trujillo utilizando el Telescopio Subaru de 8.2 metros de los Observatorios de Mauna Kea en Hawái, y anunciado el 31 de mayo de 2021. Se encontraba a 111.2 UA del Sol cuando fue descubierto, lo que lo convierte en el tercer objeto conocido del Sistema Solar más alejado del Sol en mayo de 2022, después de 2018 VG18 (124 UA) y 2018 AG37 (~132 UA).